# ラビットホール (曲)
「ラビットホール」は、日本のボカロP・DECO*27制作のVOCALOID楽曲。2023年5月19日に発表され、ボーカルシンセサイザー・初音ミクが歌唱する。

## 概要
DECO*27が作詞・作曲を行い、tepeが編曲を行っている。バニーガールが描かれたミュージック・ビデオのイラストはおむたつが担当し、堀江晶太によるスラップベースが取り入れられている。
2023年5月19日、YouTube・ニコニコ動画にてMVが公開され、翌20日に配信サイトで配信された。

## 主題
本能に従順なウサギになぞらえて、少女が本能に従順な様をポップに描いている。

## 反応
本作は2023年5月24日付のBillboard JAPANの「ニコニコ VOCALOID SONGS TOP20」で2位を獲得した。また、2023年10月4日付の同チャートでも2位となった。2023年5月19日にニコニコ動画に投稿されてから4日で10万再生となり、二次創作動画も投稿された。リアルサウンドの小町碧音は、本作のMVに描かれた少女を「甘い蜜に毒を隠している」と評した。
2024年2月7日に投稿された本作の二次創作アニメがXでバイラルとなり、再注目されることとなった。2024年3月1日-3月7日付のチャートで各国で上昇し、アメリカ合衆国で16位、イギリスと韓国で20位入り間近となった。